# Jean Bousquet (helléniste)
Pour les articles homonymes, voir Jean Bousquet et Bousquet.
Jean Bousquet, né le 9 mai 1912 à Bordeaux et mort le 1er avril 1996, est un helléniste français.

## Biographie
En 1931, il est reçu cacique au concours de l'École normale supérieure, dans la même promotion que son futur ami Georges Pompidou. Également reçu premier à l'agrégation des lettres, Jean Bousquet est admis en 1936 à l'École française d'archéologie d'Athènes. D'abord professeur au lycée de Bordeaux en 1942, il occupe ensuite à partir de 1946 la chaire de grec de la Faculté des lettres de Rennes.
Archéologue et épigraphiste, Jean Bousquet était l'un des principaux spécialistes du sanctuaire panhellénique de Delphes, où il avait dirigé plusieurs missions de fouille, et du site insulaire de Délos. À ce titre, il se chargea de la publication des comptes de l'Amphictyonie delphique, document qui permet de mesurer les rapports de force au sein du monde grec classique.
En 1971, il est appelé par Georges Pompidou à la direction de l'École normale supérieure de la rue d'Ulm, en remplacement d'un autre helléniste, Robert Flacelière, que Georges Pompidou a choisi de limoger après l'occupation de l'école par des groupes maoistes. Sa proximité avec le Président de la République, très attaché à l'institution, permet d'effacer les tensions nées des événements de 1971. Les difficultés, notamment liées au tarissement brutal des recrutements universitaires, n'en sont pas moins nombreuses et Jean Bousquet lui-même parlera d'« années grises ». Sur le plan scientifique, il donna une nouvelle impulsion à l'archéologie classique en créant un laboratoire de recherche au sein de l'ENS.
Il eut aussi à faire face au meurtre dans les locaux de l'école d'Hélène Althusser par son mari.
En 1981, au terme de ses fonctions, il revient à l'enseignement et est élu professeur de langue et de civilisation grecques à l'université Paris-IV, poste qu'il occupera jusqu'à sa retraite.

## Œuvre
- Le sanctuaire de Delphes et les fouilles françaises, Paris, 1946
- Fouilles de Delphes : le trésor de Cyrène à Delphes, Paris, 1952
- L'Art grec (avec Kostas Papaïoannou), coll. « L'art et les grandes civilisations », Paris, 1972
- Armée romaine et provinces, Paris, 1977
- Études sur les comptes de Delphes, BEFAR, Rome, 1988
- Corpus des inscriptions de Delphes. Volume II, Les comptes du quatrième et du troisième siècle, Paris, 1989

## Source
- Nicolas Weill, Jean Bousquet, helléniste et ancien directeur de la Rue-d'Ulm, Le Monde, 5 avril 1996